# Kirche Kleinwolschendorf

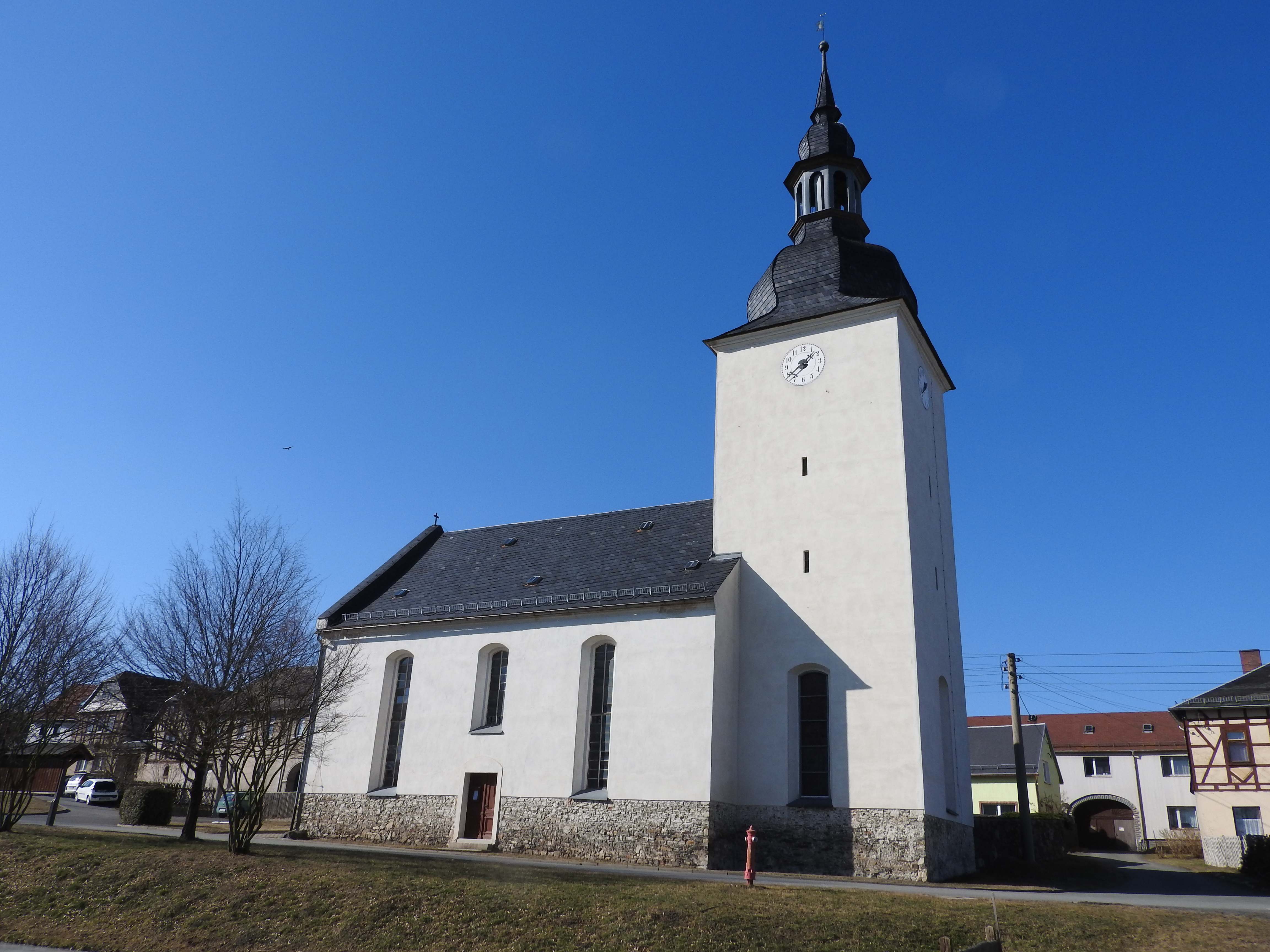
Kirche Kleinwolschendorf

Die evangelisch-lutherische, denkmalgeschützte Kirche Kleinwolschendorf steht in  Kleinwolschendorf, einem Ortsteil der Stadt Zeulenroda-Triebes im Landkreis Greiz in Thüringen. Die Kirche in Kleinwolschendorf wird von der Pfarrei Langenwolschendorf im Kirchenkreis Greiz der Evangelischen Kirche in Mitteldeutschland betreut.

## Beschreibung
Die barocke Saalkirche wurde errichtet, nachdem der Vorgängerbau am 29. August 1726 bei einem verheerenden Brand im Dorf zerstört wurde. Die Grundsteinlegung war am 15. September 1728, die Einweihung am 5. November 1730. Die Kirche wurde 1816, 1879 und zuletzt 1991 renoviert. Das schmale Langhaus hat drei Achsen und ist mit einem schiefergedeckten Satteldach bedeckt. Die Längsseiten haben schmale hohe Fenster, ebenso das Erdgeschoss des Chorturms. Der massige Chorturm hat vier Geschosse und trägt eine schiefergedeckte Haube, die von einer Laterne gekrönt ist.
Die Orgel mit 11 Registern, verteilt auf ein Manual und Pedal, wurde um 1760 von Andreas Nicolaus Francke aus Leutenberg gebaut.